# Lidia Ioussoupova
Lidia Ioussoupova, née le 15 septembre 1961 à Grozny, est une avocate tchétchène, ancienne directrice du bureau de l'association Memorial à Grozny, qui se consacre à la défense des droits de l'homme en Tchétchénie. 

## Biographie
Juriste de formation, et ancienne professeur de droit constitutionnel à l'université de Grozny, Lidia Ioussoupova s'est consacrée depuis le début de la seconde guerre de Tchétchénie à un travail d'enquête sur les graves violations des droits de l'homme commises dans ce territoire.
Elle collecte des témoignages et des preuves visuelles des cas d'enlèvements, d'exécutions ou de tortures, et ce travail a servi de base à plusieurs des plaintes déposées devant la Cour européenne des droits de l'homme contre la fédération de Russie. Elle est régulièrement menacée de mort, ce dont la FIDH s'est récemment fait l'écho. 
Au lendemain de la sanglante prise d'otages de Beslan, Lidia Ioussoupova participa le 24 septembre 2004 à une conférence sur les droits de l'homme organisée à Grozny par le Conseil de l'Europe, à l'initiative du Commissaire aux droits de l'homme Alvaro Gil-Robles. Elle y dénonça le « rideau de fumée » dissimulant l'impunité des violences, que constituait à ses yeux l'annonce, lors de cette réunion, de la nomination d'un délégué aux droits de l'homme pour la Tchétchénie, Lema Khassiev.
Elle s'est vu décerner pour son action le prix Martin Ennals pour les défenseurs des droits de l’Homme en 2004  et le prix Rafto en 2005. À plusieurs reprises et notamment en 2007, elle a fait partie des favoris pour l'attribution du prix Nobel de la paix.